# Кубок Украинской ССР по футболу 1953
14-й розыгрыш Кубка УССР состоялся с 5 июля по 2 августа 1953 года. Участие принимали 32 команды. Обладателем Кубка стало кировоградское «Торпедо».

## 1/16 финала
| Город          | Команда                     | Счёт | Команда                |
| -------------- | --------------------------- | ---- | ---------------------- |
| Житомир        | «Динамо» (Житомир)          | 2:1  | Печерский район (Киев) |
| Полтава        | «Локомотив» (Полтава)       | 2:1  | «Большевик» (Киев)     |
| Смела          | «Пищевик» (Смела)           | 3:1  | «Торпедо» (Сумы)       |
| Ворошиловград  | «Дзержинец» (Ворошиловград) | 4:1  | «Локомотив» (Лозовая)  |
| Чернигов       | «Труд» (Чернигов)           | 1:6  | «Труд» (Винница)       |
| Львов          | «Динамо» (Львов)            | 4:1  | «Динамо» (Луцк)        |
| Тернополь      | «Динамо» (Тернополь)        | 0:1  | «Динамо» (Черновцы)    |
| Николаев       | «Авангард» (Николаев)       | 1:3  | «Торпедо» (Кировоград) |
| Дрогобыч       | «Нефтяник» (Дрогобыч)       | 2:2  | «Спартак» (Станислав)  |
| Дрогобыч       | «Нефтяник» (Дрогобыч)       | +:-  | «Спартак» (Станислав)  |
| Ровно          | «Динамо» (Ровно)            | +:-  | «Шахтёр» (Одесса)      |
| Ужгород        | «Спартак» (Ужгород)         | 8:0  | «Знамя» (Винники)      |
| Измаил         | «Динамо» (Измаил)           | 2:1  | «Динамо» (Проскуров)   |
| Жданов         | «Металлург» (Жданов)        | 2:0  | «Металлург» (Никополь) |
| Днепропетровск | «Торпедо» (Днепропетровск)  | 5:1  | Команда Запорожья      |
| Харьков        | «Дзержинец» (Харьков)       | 3:0  | «Шахтёр» (Дружковка)   |
| Одесса         | Команда Одессы              | 2:1  | «Спартак» (Херсон)     |

## 1/8 финала
| Город          | Команда                     | Счёт | Команда               |
| -------------- | --------------------------- | ---- | --------------------- |
| Днепропетровск | «Торпедо» (Днепропетровск)  | 4:0  | «Металлург» (Жданов)  |
| Ужгород        | «Спартак» (Ужгород)         | 4:1  | «Динамо» (Черновцы)   |
| Полтава        | «Локомотив» (Полтава)       | 3:0  | «Пищевик» (Смела)     |
| Кировоград     | «Торпедо» (Кировоград)      | 1:0  | Команда Одессы        |
| Ровно          | «Динамо» (Ровно)            | 3:0  | «Динамо» (Измаил)     |
| Дрогобыч       | «Нефтяник» (Дрогобыч)       | 2:1  | «Динамо» (Львов)      |
| Винница        | «Труд» (Винница)            | 0:1  | «Динамо» (Житомир)    |
| Ворошиловград  | «Дзержинец» (Ворошиловград) |      | «Дзержинец» (Харьков) |

## Четвертьфинал
| Город      | Команда                | Счёт | Команда               |
| ---------- | ---------------------- | ---- | --------------------- |
| Житомир    | «Динамо» (Житомир)     | 0:1  | «Локомотив» (Полтава) |
| Кировоград | «Торпедо» (Кировоград) | 7:2  | «Динамо» (Ровно)      |
| Ужгород    | «Спартак» (Ужгород)    | 4:1  | «Нефтяник» (Дрогобыч) |

## Полуфинал
| Город          | Команда                    | Счёт | Команда               |
| -------------- | -------------------------- | ---- | --------------------- |
| Днепропетровск | «Торпедо» (Днепропетровск) | 2:3  | «Локомотив» (Полтава) |
| Кировоград     | «Торпедо» (Кировоград)     | 4:3  | «Спартак» (Ужгород)   |

## Финал
| 2 августа 1953 года | \| «Торпедо» Кировоград \| 3:1 \| «Локомотив» Полтава \| | Кировоград          |
| Торпедо: Литвинов, Заходякин, Ткаченко, Крамарь, Касёнкин, Резников, Артеменко, Третьяков, Рудинский, Писаревский, Галатенко, Суржиков Гл. тренер: Николай Заворотний |                                                          |                     |
| «Торпедо» Кировоград | 3:1                                                      | «Локомотив» Полтава |